# Belisana pianma
Belisana pianma är en spindelart som beskrevs av Huber 2005. Belisana pianma ingår i släktet Belisana och familjen dallerspindlar. Inga underarter finns listade.